# Karl Rimely

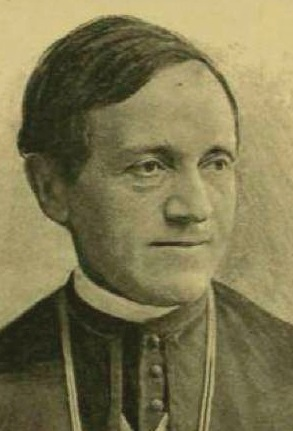
Karl Rimely

Karl Rimely (* 4. Februar 1825 in Gran, Königreich Ungarn; † 13. Januar 1904 in Heiligenkreuz an der Gran, Österreich-Ungarn) war katholischer Priester, Kirchenhistoriker, Lehrer des Kronprinzen Rudolf, Stadtpfarrer von Preßburg und Bischof von Neusohl.

## Leben
Karl Rimely war der Sohn des Tafelrichters Ferencz Rimely (* 1789; † 27. Oktober 1868 in Gran) und dessen Ehefrau Klára geb. Juhász (* 1800; † 9. Mai 1881 in Gran). Er hatte auch noch eine Schwester namens Barbara. Er war ferner ein Verwandter des Martinsberger Erzabtes Mihály Rimely.
Die Elementarschule und das Gymnasium besuchte Rimely zuerst in seiner Vaterstadt Gran und später in Preßburg. Da er entschlossen war Priester zu werden, trat er mit 14 Jahren in das katholische Priesterseminar in Tyrnau ein. Seine theologischen Studien beendete er im Wiener Pazmaneum. Am 21. Juni 1848 wurde er zum Priester geweiht.
Seine erste Pfarrstelle hatte Rimely zuerst in Patak und dann in der Christinenstadt von Ofen, wo er bis 1850 als Kaplan wirkte. Im Jahr 1851 wurde er zum Studienpräfekten am Wiener Pazmaneum ernannt. Von dort wurde er als Professor für Kirchengeschichte und des Kirchenrechts in das Priesterseminar seiner Geburtsstadt Gran berufen. 1861 kehrte Rimely als Prorektor (und anschließend als provisorischer Rektor) an das Pazmaneum nach Wien zurück. Im selben Jahr wurde er vom Papst Pius IX. zum päpstlichen Kämmerer ernannt. Am 16. März 1867 ernannte ihn Kaiser Franz Joseph I. zum Preßburger Domherrn. In dieser Eigenschaft wurde er anschließend vom Kaiser Franz Joseph zum Lehrer für ungarische Sprache und Literatur des Kronprinzen Rudolph, der Thronfolger Österreich-Ungarns war, sowie der Erzherzoginnen Gisela und Klothilde berufen. 1876 wurde ihm – nach neunjähriger Tätigkeit als Erzieher – in Anerkennung seiner Leistungen das Ritterkreuz des Leopold-Ordens verliehen. Außerdem wurde er zum Titularabt der Abtei Lecker ernannt, die ein jährliches Einkommen von 12.000 Gulden abwarf. Bestimmte Wiener Regierungskreise sowie der Erzbischof von Gran und Fürstprimas von Ungarn Kardinal János Simor wollten dieses ungarische Indigenat einem anderen verleihen. Daraufhin erhob der ungarische Kultusminister Agoston Trefort Einspruch und letztlich entschied der Kaiser zugunsten Rimelys. Diese Schlappe konnte Simor Rimely nicht verzeihen, die Spannungen zwischen den beiden Kirchenmännern hielten bis ans Lebensende von Simor an. Rimelys berufliche Karriere versuchte Simor mit allen Mitteln zu vereiteln.

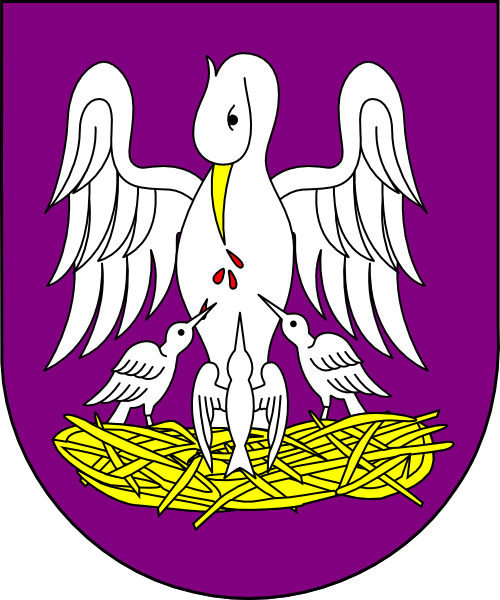
Bischofswappen von Karl Rimely

Als am 5. April 1876 wegen des Todes des Kaschauer Bischofs Johann Perger (* 1819; † 1876) der Kaschauer Bischofsstuhl frei wurde, setzte Simor seinen Einfluss in Wien dafür ein, dass nicht Rimely, sondern Konstantin Schuster (* 1817; † 1899) neuer Bischof von Kaschau wurde. Ähnliches musste Rimely bei der Neubesetzung des Bischofsstuhls von Stuhlweißenburg erleben.
Nach dem Tod von Karl Heiler wählte die (damals) Königliche Freistadt Preßburg am 28. April 1889 den Domherrn Dr. Karl Rimely zu ihrem Stadtpfarrer. In dieser Eigenschaft machte er sich unter der Bevölkerung der Stadt sehr beliebt. Rimely betätigte sich auch als Wohltäter der Stadt, indem er das Nordportal des Preßburger St.-Martins-Doms auf eigene Kosten gründlich restaurieren ließ. Die bereits vom Bischof Heiler in Zusammenarbeit mit dem damaligen Bürgermeister der Stadt Heinrich Justi begonnene Autonomie der römisch-katholischen Kultusgemeinde Preßburgs wurde fortgesetzt und erfolgreich abgeschlossen. In dieser Zeit betätigte sich Rimely auch als Kirchenhistoriker; er verfasste in lateinischer Sprache eine Monographie über das Preßburger Domkapitel (siehe unten), die in der Preßburger Druckerei Angermayer erschien. 1892 wurde Rimely vom Papst Leo XIII. zum Prälaten ernannt.
Nachdem Kardinal Simor, Rimelys Widersacher, gestorben war und in Neusohl der Bischofsstuhl vakant wurde, wurde Rimely am 23. Mai 1893 von Kaiser Franz Joseph zum Bischof von Neusohl ernannt. Die Bischofsweihe vollzog im Preßburger St.-Martins-Dom am 27. August 1893 der neue Erzbischof von Gran und Fürstprimas von Ungarn Kardinal Kolos Ferenc Vaszary. An der Zeremonie nahmen Vertreter des öffentlichen Lebens teil, als Vertreter des Kaiserhauses war Erzherzog Friedrich mit Familie anwesend.

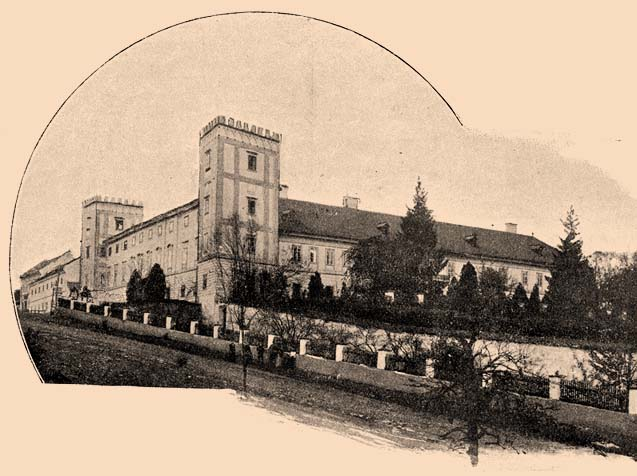
Bischöfliche Residenz in Heiligenkreuz an der Gran.

Die Preßburger Zeitung schrieb darüber:
Die Weihe des in allen Schichten unserer katholischen Bevölkerung innig verehrten Stadtpfarrers und auch bei den Nichtkatholiken hochgeachteten Priesters, Dr. Karl v. Rimely, zum Bischof von Neusohl, fand gestern unter großer Antheilnahme von Seite der Bevölkerung statt [...] Vor 9 Uhr erschien Se. k.u.k. Hoheit Erzherzog Friedrich in Begleitung seiner erlauchten Gemahlin, der Frau Erzherzogin Isabelle und zweier Töchter. Die hohen Herrschaften nahmen auf für sie bereit gestellten und mit in Gold gestickten Kronen gezierten Betschemeln unmittelbar hinter der Geistlichkeit Platz. [...] Der Kardinalprimas Vaßary wurde am neuen Kirchenportale empfangen [...] Ihm voran zog die assistierende Geistlichkeit [...] Gemäß den Anordnungen des Pontificale Romanum vollzog sich die hl. Bischofsweihe, die Kardinalprimas Vaßary [...] mit aus dem Innersten hervorbrechender Frömmigkeit [...] hielt.
Die Ansprache von der Weihe lag dem hochwürdigen Diözesanbischof, Bende, ob und das apostolische Breve verlas der Graner Domherr Csernoch. [...] Der zu konsekrierende Bischof Rimely schwor den seine geistlichen Pflichten streng umschreibenden Eid mit klarer Stimme. [...] Ganz feierlich erhebend war es, als der neu geweihte Bischof in seinem Ornate die Kirche durchschritt und sodann den ersten bischöflichen Segen im Kirchentone ertheilte. [...] Die Bischofsweihe endete gegen 1/2 11 Uhr. Im gleichen Aufzuge, wie er gekommen war, verließ der Kardinalprimas unter festlicher Musik und dem Geläute der Kirchenglocken den Dom.
Die musikalische Umrahmung wurde vom Kirchenmusikverein bei St. Martin gestaltet.

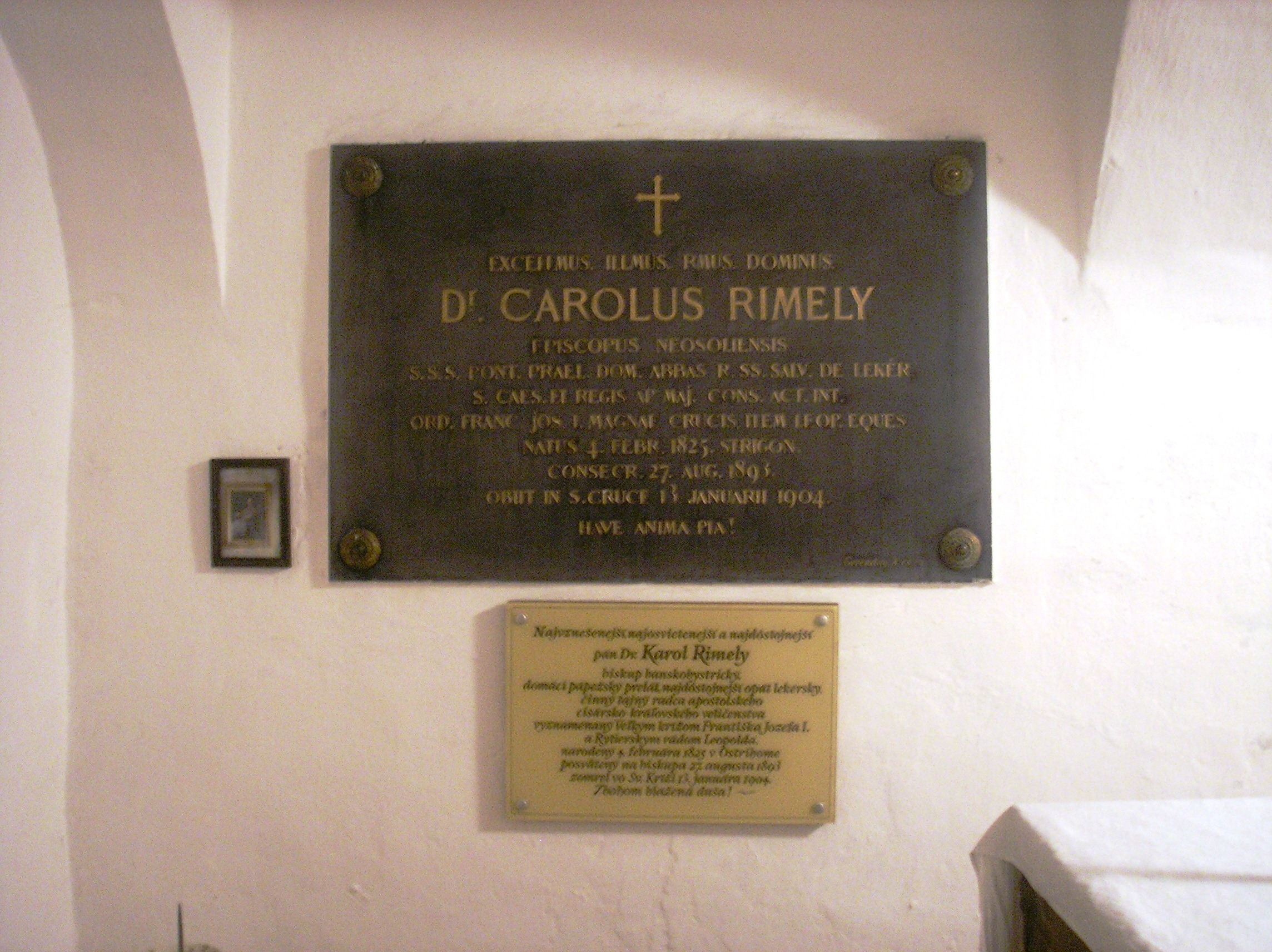
Grabplatte in der Bischofsgruft in der Kirche der Kreuzerhöhung in Heiligenkreuz an der Gran

Die Installation am Bischofssitz in Neusohl fand am 14. September 1893 statt. Auch in seiner neuen Stellung als Bischof von Neusohl erfreute er sich großer Beliebtheit. 1898 beging er sein goldenes Priesterjubiläum (1848–1898). Bei dieser Gelegenheit erhielt er die Ehrendoktorwürde der Wiener Universität. Kaiser Franz Joseph verlieh ihm den Franz-Joseph-Orden.
Karl Rimely starb am 13. Januar 1904 in Heiligenkreuz an der Gran an den Folgen eines Herzinfarktes. Die Preßburger Zeitung schrieb darüber:
Aus Beßterczebánya kam gestern Nachmittags die Trauerbotschaft, daß Bischof Dr. Karl Rimely nach langer Krankheit im 79. Lebensjahre gestern Vormittags 11 Uhr gestorben ist.
Ein beliebtes Mitglied des ungarischen hohen Klerus, das durch seine hervorragenden persönlichen Eigenschaften, durch sein freundlich-liebenswürdiges Wesen und seine Umgangsformen sich die Verehrung aller jener, die mit ihm verkehrten erwarb, ist aus dem Leben geschieden. Ein gut Theil der geistlichen Wirksamkeit Bischof Rimely's hat sich in Pozsony [Preßburg], dessen Stadtpfarrer er gewesen, abgespielt.
Die feierliche Bestattung, der ein Requiem voranging, erfolgte am 16. Januar 1904 in der Bischofsgruft der Kirche der Kreuzerhöhung in Heiligenkreuz an der Gran.
Anlässlich seines Todes wurde eine Gedenkmünze geprägt.

## Hauptwerke (Auswahl)
- Rimely Carolus: Historia Collegii Pazmaniani : quam ex tabulariis conscripsit Carolus Rimely. Viennae 1865 (lateinisch)
- Rimely Carolus: Capitulum insignis ecclesiae collegiatae Posoniensis ad S,. Martinum ep. olim SS. Salvatorem. Instar manuscripta. Posonii, 1880 (lateinisch)
- Geistliche Antrittsrede gerichtet aus Anlass seiner feierlichen Installation an die Gläubigen seiner Diözese am 14. September 1893.